# Матриця Гессе
Матриця Гессе — квадратна матриця елементами якої є часткові похідні деякої функції. Це поняття запровадив Людвіг Отто Гессе (1844), використовуючи іншу назву. Термін «матриця Гессе» належить Джеймсу Джозефу Сильвестрові.

## Визначення
Формально, нехай дано дійсну функцію від n змінних:
{\displaystyle f(x_{1},x_{2},\dots ,x_{n}),\,\!}
якщо у функції f існують всі похідні другого порядку, то можна визначити матрицю Гессе для цієї функції:
{\displaystyle H(f)_{ij}(x)={\frac {\partial ^{2}f}{\partial x_{i}\,\partial x_{j}}}\,\!}
де {\displaystyle x=(x_{1},x_{2},...,x_{n}),} тобто
{\displaystyle H(f)={\begin{bmatrix}{\frac {\partial ^{2}f}{\partial x_{1}^{2}}}&{\frac {\partial ^{2}f}{\partial x_{1}\,\partial x_{2}}}&\cdots &{\frac {\partial ^{2}f}{\partial x_{1}\,\partial x_{n}}}\\\\{\frac {\partial ^{2}f}{\partial x_{2}\,\partial x_{1}}}&{\frac {\partial ^{2}f}{\partial x_{2}^{2}}}&\cdots &{\frac {\partial ^{2}f}{\partial x_{2}\,\partial x_{n}}}\\\\\vdots &\vdots &\ddots &\vdots \\\\{\frac {\partial ^{2}f}{\partial x_{n}\,\partial x_{1}}}&{\frac {\partial ^{2}f}{\partial x_{n}\,\partial x_{2}}}&\cdots &{\frac {\partial ^{2}f}{\partial x_{n}^{2}}}\end{bmatrix}}.}
Визначник цієї матриці називається визначником Гессе, або гесіаном.
Значення матриці Гессе пояснюється її появою у формулі Тейлора:
{\displaystyle y=f(\mathbf {x} +\Delta \mathbf {x} )\approx f(\mathbf {x} )+J(\mathbf {x} )\Delta \mathbf {x} +{\frac {1}{2}}\Delta \mathbf {x} ^{\mathrm {T} }H(\mathbf {x} )\Delta \mathbf {x} }
Матриці Гессе використовуються в задачах оптимізації методом Ньютона.
Повне обчислення матриці Гессе може бути досить складним, тому були розроблені квазіньютонові алгоритми, засновані на наближених виразах для матриці Гессе. Найвідоміший з них — алгоритм Бройдена — Флетчера — Гольдфарба — Шанно.

## Симетрія матриці Гессе
Мішані похідні функції f — це елементи матриці Гессе, що стоять не на головній діагоналі. Якщо вони неперервні, то порядок диференціювання не важливий:
{\displaystyle {\frac {\partial }{\partial x}}\left({\frac {\partial f}{\partial y}}\right)={\frac {\partial }{\partial y}}\left({\frac {\partial f}{\partial x}}\right).}
Це можна також записати як
{\displaystyle f_{yx}=f_{xy}.\,}
В цьому випадку матриця Гессе є симетричною.

## Критичні точки функції
Якщо градієнт {\displaystyle f} (її векторна похідна) рівний нулю в деякій точці {\displaystyle x_{0}}, то ця точка називається критичною. 
- Якщо матриця Гессе є додатно визначеною в точці {\displaystyle x_{0}}, то {\displaystyle x_{0}} — точка локального мінімуму функції {\displaystyle f(x)}.
- Якщо матриця Гессе є від'ємно визначеною в точці {\displaystyle x_{0}}, то {\displaystyle x_{0}} — точка локального максимуму функції {\displaystyle f(x)}.
- Якщо матриця Гессе не є ні додатно визначеною, ні від'ємно визначеною, причому є невиродженою (тобто {\displaystyle (\det H(f)\neq 0)}), то {\displaystyle x_{0}} — сідлова точка функції {\displaystyle f(x)}.

## Обрамлена матриця Гессе
У випадку оптимізації з додатковими умовами виникає також поняття обрамленої матриці Гессе. Нехай знову маємо функцію:
{\displaystyle f(x_{1},x_{2},\dots ,x_{n}),}
але тепер також розглянемо умови:
{\displaystyle g_{i}(x_{1},x_{2},\dots ,x_{n})=0,1\leqslant i\leqslant m,\,m<n}
При оптимізації функції f з додатковими умовами обрамлена матриця Гессе має вигляд:
{\displaystyle H(f,g)={\begin{bmatrix}0&\cdots &0&{\frac {\partial g_{1}}{\partial x_{1}}}&{\frac {\partial g_{1}}{\partial x_{2}}}&\cdots &{\frac {\partial g_{1}}{\partial x_{n}}}\\\\\vdots &\ddots &\vdots &\vdots &\vdots &\ddots &\vdots \\\\0&\cdots &0&{\frac {\partial g_{m}}{\partial x_{1}}}&{\frac {\partial g_{m}}{\partial x_{2}}}&\cdots &{\frac {\partial g_{m}}{\partial x_{n}}}\\\\{\frac {\partial g_{1}}{\partial x_{1}}}&\cdots &{\frac {\partial g_{m}}{\partial x_{1}}}&{\frac {\partial ^{2}f}{\partial x_{1}^{2}}}&{\frac {\partial ^{2}f}{\partial x_{1}\,\partial x_{2}}}&\cdots &{\frac {\partial ^{2}f}{\partial x_{1}\,\partial x_{n}}}\\\\{\frac {\partial g_{1}}{\partial x_{2}}}&\cdots &{\frac {\partial g_{m}}{\partial x_{2}}}&{\frac {\partial ^{2}f}{\partial x_{2}\,\partial x_{1}}}&{\frac {\partial ^{2}f}{\partial x_{2}^{2}}}&\cdots &{\frac {\partial ^{2}f}{\partial x_{2}\,\partial x_{n}}}\\\\\vdots &\ddots &\vdots &\vdots &\vdots &\ddots &\vdots \\\\{\frac {\partial g_{1}}{\partial x_{n}}}&\cdots &{\frac {\partial g_{m}}{\partial x_{n}}}&{\frac {\partial ^{2}f}{\partial x_{n}\,\partial x_{1}}}&{\frac {\partial ^{2}f}{\partial x_{n}\,\partial x_{2}}}&\cdots &{\frac {\partial ^{2}f}{\partial x_{n}^{2}}}\end{bmatrix}}}
Для даної матриці можна сформувати різні головні мінори. Позначимо {\displaystyle |H_{i}(f,g)|,\,2\leqslant i\leqslant n} — головний мінор матриці, для якого останнім елементом на головній діагоналі є {\displaystyle {\frac {\partial ^{2}f}{\partial x_{i}^{2}}}.} Тоді можна сформувати достатні умови екстремуму для функції при виконанні обмежень. 
Функція буде мати максимум при виконанні умов, якщо знаки послідовних n - m мінорів {\displaystyle |H_{i}(f,g)|,m+1\leqslant i\leqslant n,} будуть чергуватися, при чому знак {\displaystyle |H_{i}(f,g)|} буде рівний {\displaystyle (-1)^{m+1}.}
Функція буде мати мінімум при виконанні умов, всі послідовні n - m мінорів {\displaystyle |H_{i}(f,g)|,m+1\leqslant i\leqslant n,} мають один знак, а саме {\displaystyle (-1)^{m}.}

## Варіації і узагальнення
Якщо f — векторзначна функція, тобто
{\displaystyle f=(f_{1},f_{2},\dots f_{n}),}
то її другі часткові похідні утворюють не матрицю, а тензор рангу n+1.